# Merkezefendi
Merkezefendi ist eine Stadt im gleichnamigen Landkreis der türkischen Provinz Denizli und gleichzeitig ein Stadtbezirk der 2012 geschaffenen Büyükşehir belediyesi Denizli (Großstadtgemeinde/Metropolprovinz).
Ende 2020 war Merkezefendi der zweitbevölkerungsreichste İlçe der Provinz. Die Bevölkerungsdichte ist mit 957 Einwohnern je Quadratkilometer die höchste der Provinz und beträgt mehr als das Zehnfache des Provinzdurchschnitts (86 Einwohner je km²).
Der İlçe wurde 2012 durch Abspaltung vom zentralen Landkreis gebildet. Er wurde aus 42 Stadtteilen (Mahalles), zwei Gemeinden (Belediye) und sechs Dörfern (Köy) gebildet. Merkezefendi grenzt im Norden und Nordwesten an Sarayköy, im Südwesten an Babadağ, im Westen an Pamukkale sowie im Süden an Tavas.
Namensgeber ist der Halveti-Scheich Merkez Efendi.